# Spaske, Kroleveț
Spaske (în ucraineană Спаське) este localitatea de reședință a comunei Leninske din raionul Kroleveț, regiunea Sumî, Ucraina.

## Demografie
Componența lingvistică a localității Spaske
     Ucraineană (97,56%)
     Rusă (2,36%)
     Alte limbi (0,08%)
Conform recensământului din 2001, majoritatea populației localității Spaske era vorbitoare de ucraineană (97,56%), existând în minoritate și vorbitori de rusă (2,36%).